# 馬諫
马谏（？—？），字信甫，號忠銘，山西太原府阳曲县人，明朝政治人物。

## 生平
万历元年（1573年）癸酉科山西乡试第四十八名舉人，三十二年（1604年），登甲辰科进士，都察院觀政，本年授南宫县知县，三十八年升户部主事，四十年调工部主事，四十三年管节慎库，四十四年升员外，升屯田司郎中，天启元年升湖廣副使，本年升本省右参政，二年升按察使，本年升云南右布政，三年京察。